# فرناندو ريش
فرناندو ريش (بالبرتغالية: Fernando Rech‏) (13 مارس 1974 في كاكسياس دو سول في البرازيل – )؛ هو لاعب كرة قدم سابق كان يلعب كمهاجم.

## وصلات خارجية
- فرناندو ريش على موقع رابطة كرة القدم اليابانية للمحترفين (اليابانية)
- فرناندو ريش على موقع قاعدة بيانات كرة القدم.إي يو (الإنجليزية)
- فرناندو ريش على موقع عالم كرة القدم.نت (الإنجليزية)